# Caryophyllanae
Super-ordre
Les Caryophyllanae forment un super-ordre de plantes à fleurs, comprenant notamment l'ordre des Caryophyllales. Le genre type est Caryophyllus. Ce super-ordre a été proposé par le botaniste Armen Takhtajan en 1967.

## Taxons inférieurs
Selon Tropicos (1er janvier 2021) (attention liste brute contenant des synonymes) :
- Agdestidaceae Nakai, 1942
- Ancistrocladales Takht. ex Reveal, 1992
- Byblidales Nakai ex Reveal, 1993
- Caryophyllaceae Rabeler & Bittrich, 1993
- Caryophyllales Takht.	Sist., 1967
- Caryophyllales Juss. ex Bercht. & J. Presl, 1820
- Dioncophyllales 	Takht. ex Reveal, 1992
- Dioncophyllales Takht. ex Reveal, 1993
- Nepenthales Lindl., 1833